# Halenia tonzattii
Halenia tonzattii är en gentianaväxtart som beskrevs av Greenman. Halenia tonzattii ingår i släktet Halenia och familjen gentianaväxter. Inga underarter finns listade i Catalogue of Life.